# Jim Northrup
Jim Northrup (Minnesota, 28 de abril de 1943 – 1 de agosto de 2016) foi um colunista de jornais, poeta, artista, e comentarista político da reserva indígena Fond du Lac em Minnesota. Seu nome Anishinaabe foi "Chibenashi" (de Chi-bineshiinh "pequeno-grande do pássaro").[carece de fontes?]
Morreu em 1 de agosto de 2016, aos 73 anos, devido a complicações de um câncer de rim. 